# Heinz Werner (militaire)
Pour les articles homonymes, voir Werner.
Heinz Werner, né le 2 décembre 1917 à Berlin et mort le 8 août 1978 à Essen, est un militaire allemand, Sturmbannführer (major) de la Waffen-SS durant la Seconde Guerre mondiale. 
Il appartenais à la 2e division SS Das Reich, en 1944 et a servi jusqu'au début de l'invasion comme adjudant au sein du régiment Der Führer sous les ordres du SS-Standartenführer Sylvester Stadler sous le commandement du général Heinz Lammerding. Le régiment était composé de trois bataillons, dont deux appartenaient au régiment Les commandants des deux bataillons étaient Adolf Diekmann et Helmut Kämpfe ces régiments seront responsables du Massacre de Combeauvert le 9 juin 1944 à Janaillat puis du Massacre d'Oradour-sur-Glane le 10 juin 1944.
Il a été décoré de la croix de chevalier de la croix de fer avec feuilles de chêne.
Après la guerre, il a été fait prisonnier de guerre par la France. Il a été libéré en juin 1951.